# Grünbrustnymphe
Die Grünbrustnymphe oder Sybillennymphe (Lampornis sybillae) ist eine Vogelart aus der Familie der Kolibris (Trochilidae), die in Honduras und Nicaragua vorkommt. Der Bestand wird von der IUCN als „nicht gefährdet“ (least concern) eingeschätzt. Die Art gilt als monotypisch.

## Merkmale
Die Grünbrustnymphe erreicht eine Körperlänge von etwa 11 bis 12 cm bei einem Gewicht der Männchen von ca. 5,3 bis 7,3 g und der Weibchen von ca. 4,3 bis 6 g. Das Männchen hat einen geraden schwarzen Schnabel, einen weißen Hinteraugenstrich und dunkle Ohrdecken. Die Oberseite ist grün, der Bürzel bronzefarben. Der Ringkragen glitzert grün mit einem intensiven Grün auf der restlichen Unterseite. Der relativ lange und breite Schwanz ist quadratisch bis leicht gegabelt. Die äußeren Steuerfedern heben sich mit ihrem Weiß farblich vom Rest ab. Das Weibchen ähnelt dem Männchen, doch ist der Ringkragen nicht klar abgezeichnet, die Kehle wirkt ausgewaschen gelbbraun. Die Kehle der Jungvögel ist komplett grün gesprenkelt. Blasse gelbbraune bis zimtfarbene Fransen verzieren den Oberkopf und die Rückenfedern. Eine leichte Pinkfärbung findet sich an der Basis des Schnabels. Während junge Männchen schnell die schillernden grünen Federn an der Kehle ausbilden, ist es bei jungen Weibchen ein blasser gelbbrauner Fleck in der Mitte der Kehle.

## Verhalten und Ernährung
Vermutlich bezieht die Grünbrustnymphe ihren Nektar an ähnlichen Pflanzen wie die Grünkehlnymphe (Lampornis viridipallens). Bisher sind ihre Nahrungsquellen aber nicht richtig erforscht.

## Lautäußerungen
Der Gesang der Grünbrustnymphe ist eine Mischung aus weichen summenden kratzigen Tönen und summendem Getriller. Er ähnelt dem Gesang der Grünkehlnymphe, aber etwas summender und ohne die piepsigen Töne. Ihr Ruf beinhaltet ein hartes, summendes tsirt und hellklingende tsi-si-Töne.

## Fortpflanzung
Über das Fortpflanzungsverhalten ist wenig bekannt. Daten aus Honduras zeigen jedoch flügge Jungtiere im Dezember und März. Es ist wahrscheinlich, dass die Art pro Jahr zwei Mal brütet.

## Verbreitung und Lebensraum

Verbreitungsgebiet der Grünbrustnymphe

Grünbrustnymphen bewegen sich vorzugsweise in feuchten immergrünen Wäldern und immergrünen Kiefernwäldern der Hochgebirge, an Waldrändern, in Eichenwäldern, in Büschen und im Dickicht in Höhenlagen zwischen 1400 und 2200 Metern.

## Migration
Das Zugverhalten der Grünbrustnymphe ist nicht ausreichend erforscht, doch vermutlich ist sie ein Standvogel.

## Etymologie und Forschungsgeschichte
Die Erstbeschreibung der Grünbrustnymphe erfolgte 1892 durch Osbert Salvin und Frederick DuCane Godman unter dem wissenschaftlichen Namen Delattria sybillae. Das Typusexemplar stammt aus dem Departamento Matagalpa und wurde von William Blaney Richardson gesammelt. 1827 führte William Swainson die Gattung Lampornis für die Rotkehlnymphe ein. Der Name Lampornis leitet sich von den griechischen Wörtern λαμπάς lampás für „Fackel, Leuchte“ und ὄρνις órnis für „Vogel“ ab. Der Artname sybillae ist vermutlich Sybil Calverley, geb. Salvin (1867–1925), der erstgeborenen Tochter von Osbert Salvin und Caroline Octavia, geb. Maitland gewidmet.